# Scinax atratus
Scinax atratus és una espècie de granota de la família dels hílids. Es distribueix pel sud-est del Brasil, on s'ha trobat a la Serra da Bocaina i a la Serra Itatiaia (dues àrees protegides), a l'Estat de São Paulo, encara que és possible que s'estengui més àmpliament. Habita per sobre dels 1.200 metres d'altitud.
Viu en boscos de muntanya humits on es reprodueix a les bromèlies. L'espècie es coneix a partir de menys de 10 individus, per tant l'estat de les poblacions es desconeix.